# Nesofregetta fuliginosa
Painho-de-garganta-branca ou painho-de-papo-branco (Nesofregetta fuliginosa) é uma espécie de ave marinha da família Oceanitidae. É a única espécie do género Nesofregetta.
Pode ser encontrada nos seguintes países: Chile, Polinésia Francesa, Kiribati, Nova Caledónia, Vanuatu, possivelmente Samoa Americana, possivelmente Fiji e possivelmente em Samoa.
Os seus habitats naturais são: mar aberto, costas rochosas e costas arenosas.
Está ameaçada por perda de habitat.